# Odontocera zeteki
Odontocera zeteki är en skalbaggsart som beskrevs av Fisher 1930. Odontocera zeteki ingår i släktet Odontocera och familjen långhorningar.
Artens utbredningsområde är:
- Costa Rica.
- Panama.

Inga underarter finns listade i Catalogue of Life.